# Tom Fergus
Thomas Joseph Fergus (* 16. června 1962, Chicago, Illinois, USA) je bývalý americký hokejový útočník.
Draftován byl v roce 1980 týmem Boston Bruins ve třetím kole. V NHL odehrál za Boston Bruins, Toronto Maple Leafs a Vancouver Canucks celkem 726 zápasů v základní části a 52 v play-off. V základní části vstřelil 235 gólů a zaznamenal 346 asistencí. V ply-off 16 gólů a 14 asistencí. V závěru kariéry hrál ve švýcarském EV Zug.
Za americkou reprezentaci hrál na Mistrovství světa v ledním hokeji 1985 v Praze.